# Ja jestem (film)
Ja Jestem – polski film dokumentalny z 2012 w reż. Macieja Bodasińskiego i Lecha Dokowicza, z muzyką Michała Lorenca przedstawiający oddziaływanie Eucharystii na współczesną rzeczywistość eklezjalną i społeczną.
Film dołączony był jako bezpłatny dodatek do tygodnika „Gość Niedzielny”.
Film zrealizowano w Jerozolimie podczas Wielkiego Tygodnia, Cochabambie (Boliwia), Ruhango (Rwanda), Lanciano (Włochy), Nowym Yorku (Stany Zjednoczone) i Sokółce. Zarejestrowano wypowiedzi: wizjonerki Cataliny Rivas, o. Stanisława Urbaniaka SAC, s. Jany Marii Ścigi FSK, Leokadii Głogowskiej, abp Edwarda Ozorowskiego, s. Julii Dubowskiej. Głosu użyczył Maciej Gudowski, fragmenty Ewangelii czyta Marcin Dorociński.